# عبد الستار فراج
عبد الستار أحمد فرّاج ( 1334 هـ - 1402 هـ / 1915م - 1981م) هو شاعر وكاتب مصري.

## حياته
ولد في قرية أصفون (مركز إسنا - محافظة قنا) وتوفي بالكويت. عاش في مصر والكويت.
التحق بالتعليم الديني الأزهري، حيث تلقى تعليمه الابتدائي والثانوي بالمعهد الديني بأسيوط (معهد فؤاد الأول)، ثم سافر إلى القاهرة (1939)
فالتحق بمدرسة دار العلوم، وحصل منها على دبلوم اللغة العربية (1943)، ثم على إجازة التدريس (1945). عمل محررًا في مجمع فؤاد الأول (مجمع اللغة العربية حاليًا)، وقد تدرج في وظائف المجمع الفنية إلى أن صار رئيسًا للتحرير (1960)، وأمينًا للجنة معجم ألفاظ القرآن الكريم، ثم انتقل إلى الكويت ليعمل مشرفًا على قسم التراث العربي بوزارة الإرشاد والأنباء (وزارة الإعلام)، وظل بها حتى وفاته.

## أعماله

### الإنتاج الشعري
- صدر له ديوانان هما: «زهرة الشباب» - مطبعة أمير الصعيد - أسيوط - مصر 1936. و«زورق وأحلام» - مطبعة أمير الصعيد - أسيوط - مصر - 1936، وله
قصيدة: «طلاب الحرية» - مجلة «يقظة الشباب الأزهري» - معهد أسيوط الأزهري - مصر 1354هـ /1935م.

### الأعمال الأخرى
- له أعمال عدة تنوعت بين الإبداع والبحث والتحقيق، منها: روايتان: «أعاصير» - مكتبة مصر - القاهرة 1953. و«انتصار المنصورة» - مكتبة مصر - القاهرة 1973، ومقالات في اللغة: «صيغة فِعَال» - مجلة العربي - الكويت ع159 - فبراير 1972، و«ألفاظ في الشعر لم تذكرها القواميس» - مجلة العربي - الكويت - ع 163
- يونيو 1972، و«أنزل القرآن على سبعة أحرف» - مجلة رسالة الإسلام - ع 10، وله مقالات في التاريخ والثقافة: «مواقف ورجال في تاريخنا العربي» - مجلة العربي - الكويت - ع161 - 1972، و«بين قاضي القضاة وأميره الحكم بن هشام» - مجلة العربي - الكويت * ع163 - 1972، وله اثنتا عشرة تمثيلية أذيعت من خلال الإذاعة المصرية، وحقق عددًا من كتب التراث منها: «أخبار جحا» - دراسة وتحقيق - مكتبة مصر - القاهرة 1954، وكتابا: «ألف ليلة وليلة، أنيس الجليس» - بالاشتراك مع سعيد جودة السحار - مكتبة مصر * القاهرة 1956م، و« الأغاني» - دار الثقافة - بيروت 1957، وديوان «مجنون ليلى» - جمع وتحقيق - مكتبة مصر - القاهرة 1963، و«أخبار أبي نواس» - تأليف أبي هفان عبد الله بن أحمد بن حرب المهرمي - مكتبة مصر - القاهرة 1965، و«تاج العروس من جواهر القاموس» - مطبعة حكومة الكويت - 1965 (أنجز 20 جزءًا)، و«طبقات الشعراء لابن المعتز» - دار المعارف - القاهرة 1976، وغير هذا من كتب الأدب واللغة والفقه، مثل:

شرح أشعار الهذليين - مختار الأغاني في الأخبار والتهاني - معجم الشعراء للمرزباني - المؤتلف والمختلف للآمدي - أشعار الحسين بن الضحاك.. وغيرها.
يتنوع شعره بين المقطوعات القصيرة والقصائد المطولة، يميل إلى السرد والقصة الشعرية، وتتنوع موضوعاته بين الحكمة والوعظ والتمسك بالمثل والقيم
العليا، وبعضه في الغزل العفيف، وقد يعمد أحيانًا إلى عناوين فرعية وتقسيمات جزئية غير أنه يلتزم عمود الشعر وزنًا وقافية.

## جوائز
نال جائزة القصة من المجمع اللغوي عام 1953 عن روايته «أعاصير».